# Блукаючі вогники (фільм)
«Блукаючі вогники» («Žaltvykslės») — радянський двосерійний телефільм-казка 1979 року, знятий режисером Гітісом Лукшасом на Литовській кіностудії.

## Сюжет
В основі сюжету — казки Андерсена «Дівчинка, що стала на хліб», «Тінь», «Золотий хлопчик», «Нове плаття короля».

## У ролях
- Моніка Міронайте — Болотяна відьма, не страшна і дуже розумна
- Вальдас Ятаутіс — казкар (дублював Євген Бочаров)
- Стасіс Петронайтіс — добрий учений, що втратив свою тінь і сам став тінню Тіні
- Пранас Пяулокас — Тінь, колишня тінь вченого, яка стала людиною
- Рута Сталілюнайте — генеральша
- Альгімантас Масюліс — генерал
- Валентінас Масальскіс — Король
- Вайва Майнеліте — Корольова
- Адрія Чепайте — Інге
- Регіна Палюкайтіте — мати Інге
- Ірена Кряузайте — Скорбота
- Даля Кярнагене — принцеса
- Йонас Пакуліс — кат
- Едуардас Шитовас — Петер-хлопчик, син барабанщика
- Вітяніс Грігас — Петер-юнак, син барабанщика
- Рамуте Гаучайте — Емілія-дівчинка, дочка генерала
- Аудінга Аукштикальніте — Емілія-дівчина, дочка генерала
- Відас Петкявічюс — барабанщик, батько Петера
- Алдона Янушаускайте — дружина барабанщика, мати Петера
- Едгарас Савіцкіс — перший кравець
- Енрікас Качинскас — другий кравець
- Владас Багдонас — перший міністр
- Антанас Габренас — маршал, головний воєначальник короля
- Едуардас Кунавічюс — господар готелю
- Зігмас Банявічюс — вчитель музики
- Я. Ляуксмінене — епізод
- Расуоле Лаурінайтіте — епізод
- О. Морозене — епізод
- Тетяна Майорова — придворна принцеса
- Юозас Матоніс — помічник ката
- Еляна Пятраускене — стара дама
- Крістіна Савіцкіте-Даманскене — маленька Інга
- П. Юодіс — хлопчик у гостях у казкаря
- Даля Бренчюте — придворна дама (фрейліна)
- Кароліс Дапкус — кавалер Емілії
- Гедимінас Карка — дворецький короля
- Альгімантас Кундяліс — кавалер Емілії
- Любомирас Лауцявічюс — начальник охорони
- Альгімантас Норвіла — епізод
- Рамуте Рамунене — гувернантка Емілії
- Арунас Сторпірштіс — ад'ютант генерала
- Баліс Юшкявічюс — міністр короля
- Бронюс Талачка — епізод
- Вітаутас Канцлеріс — пан на балу
- Фелікс Ейнас — садівник короля
- Гінтаутас Печюра — гардеробник короля
- Ундіне Насвітіте — городянка
- Валентінас Клімас — епізод
- Галина Даугуветіте — відьма в труні
- Неле Савиченко-Климене — фрейліна

## Знімальна група
- Режисер — Гітіс Лукшас
- Сценаристи — Гітіс Лукшас, Ромас Гудайтіс
- Оператор — Йонас Томашявічюс
- Композитор — В'ячеслав Ганелін
- Художник — Галюс Клічус